# Hirayasumi – Những tháng ngày chơi vơi
Hirayasumi – Những tháng ngày chơi vơi (Nhật: ひらやすみ Hepburn: Hirayasumi) là một loạt manga thuộc thể loại Iyashikei do Shinzō Keigo sáng tác và minh họa. Tác phẩm được đăng tải dài kỳ trên tạp chí manga seinen Tuần san Big Comic Spirits của Shogakukan từ tháng 4 năm 2021. Tại Việt Nam, hãng Skybooks nắm giữ bản quyền bộ truyện và phát hành từ tháng 8 năm 2024. Production +h. sẽ thực hiện phiên bản anime truyền hình chuyển thể của tác phẩm, còn NHK dự kiến phát sóng loạt phim truyện truyền hình cùng tên vào quý 4 năm 2025. Câu chuyện lấy bối cảnh xung quanh khu phố Asagaya, theo chân cuộc sống thường nhật của Ikuta Hiroto và Kobayashi Natsumi dưới mái nhà cấp bốn mà bà Hanae để lại.
Những tháng ngày chơi vơi ra đời trong thời gian tác giả Shinzō điều trị bệnh lymphoma. Lấy cảm hứng từ một chuyến đi câu cá và những trải nghiệm đời thường, anh chọn khu vực Asagaya – nơi mang lại cảm giác "không thuộc về đâu cả", làm bối cảnh chính cho tác phẩm. Thay vì đặt câu chuyện trong một khu chung cư, vị mangaka lựa chọn một ngôi nhà cấp bốn nhằm tạo cảm giác gần gũi, chân thực với người đọc. Thông qua việc khắc họa những hạnh phúc giản dị trong cuộc sống thường ngày, anh mong tác phẩm có thể chạm đến mọi đối tượng độc giả, kể cả những người đang nằm viện. Shinzō xây dựng các nhân vật với tính cách đối lập nhau để tạo chiều sâu trong tác phẩm, trong đó Hiroto là hiện thân cho nhiều trải nghiệm cá nhân của tác giả. Quá trình sáng tác tựa truyện chịu ảnh hưởng từ những bộ manga, phim truyền hình mà anh yêu thích, cũng như từ những quan sát trong đời sống thường nhật. Shinzō thực hiện bộ truyện hoàn toàn bằng phương pháp vẽ tay truyền thống, sử dụng ba loại G-Pen và chỉ dùng duy nhất một bản phác thảo cho tác phẩm.  
Các nhà phê bình đánh giá Những tháng ngày chơi vơi là một tác phẩm đời thường sâu sắc, khơi gợi suy ngẫm về hạnh phúc và vẻ đẹp bình dị của cuộc sống hiện đại. Nhân vật chính Hiroto – một người trẻ không mang hoài bão lớn, trở thành điểm tựa tinh thần cho những người xung quanh nhờ lòng bao dung và sự thấu cảm. Bộ truyện không xoáy vào kịch tính hay lý tưởng hóa nhân vật, mà tái hiện những nỗ lực cá nhân trong đời sống thường nhật, giúp độc giả trân trọng cuộc sống hiện tại. Các nhân vật phụ với cá tính đa dạng góp phần tạo chiều sâu cảm xúc và khơi dậy yếu tố đồng cảm. Không khí của bộ truyện mang nét hoài niệm và thư thái, với bối cảnh Tokyo quen thuộc cùng hình ảnh thiên nhiên tinh tế. Nhờ vậy, tác phẩm trở thành một lát cắt cảm xúc, chạm đến trái tim người đọc bằng vẻ chân thực và giản dị. Bộ truyện đã gặt hái một số giải thưởng tại Les Daruma, Napoli Comicon và Bros. Comic Award.

## Nội dung
Ikuta Hiroto là một người làm việc tự do, cư trú tại Asagaya, thường xuyên đảm nhận các công việc bán thời gian và giao lưu với cư dân địa phương. Cậu có mối quan hệ thân thiết với Wada Hanae – một phụ nữ lớn tuổi tuy cộc cằn nhưng lại nhân hậu, người mà Hiroto vẫn gọi là "bà". Sau khi qua đời vì cơn đau tim, Hanae đã để lại căn nhà của bà cho Hiroto do bà không có người thân và con cái. Ba tháng sau đó, Kobayashi Natsumi – một cô gái 18 tuổi, chuyển từ Tokyo đến để theo học ngành nghệ thuật tại một ngôi trường đại học địa phương. Gặp khó khăn trong việc tìm nơi ở, Natsumi tạm thời sống tại nhà của người anh họ Hiroto sau nhiều năm không gặp. Dù tính cách có nhiều điểm khác biệt, cả hai dần làm quen với cuộc sống chung dưới một mái nhà và chia sẻ những sinh hoạt thường nhật. Quãng thời gian sống cùng nhau giữa Hiroto và Natsumi không chỉ giúp xây dựng mối quan hệ ngày càng khăng khít mà còn gắn kết hơn với cộng đồng xung quanh, trong bối cảnh mỗi người đều phải đối mặt với những thử thách và nỗi niềm riêng.

## Nhân vật
Ikuta Hiroto (生田 ヒロト)
Thủ vai bởi: Okayama Amane
Hiroto là nhân vật chính của tác phẩm, 29 tuổi, hiện sống cùng em họ là Natsumi trong một ngôi nhà cấp bốn. Trước đây, cậu chuyển lên Tokyo để theo đuổi sự nghiệp diễn viên, nhưng đã từ bỏ công việc do "bị đơ người khi đứng trước nữ diễn viên mình yêu thích". Sau đó, Hiroto trở thành lao động tự do và hiện chủ yếu làm việc tại một điểm câu cá trong khu phố. Với tính cách điềm đạm, cậu ít khi bộc lộ cảm xúc mãnh liệt như các nhân vật khác trong tác phẩm. Hiroto thầm yêu Tachibana, người mà cậu thường xuyên gặp gỡ trong khu phố.
Kobayashi Natsumi (小林 なつみ)
Thủ vai bởi: Mori Nana
Natsumi là nhân vật chính của tác phẩm, một nữ sinh 18 tuổi đến từ tỉnh Yamagata. Sau khi trúng tuyển vào một trường đại học mỹ thuật tại Tokyo, cô chuyển đến sống tại một ngôi nhà riêng cùng người anh họ Hiroto. Mặc dù theo học chuyên ngành hội họa, Natsumi luôn nuôi dưỡng ước mơ trở thành họa sĩ truyện tranh và từng đạt giải thưởng của nhà xuất bản Shogakukan. Dù thường xuyên tranh cãi với Hiroto, cô vẫn luôn gắn bó và tin tưởng cậu từ thuở nhỏ.

## Sản xuất

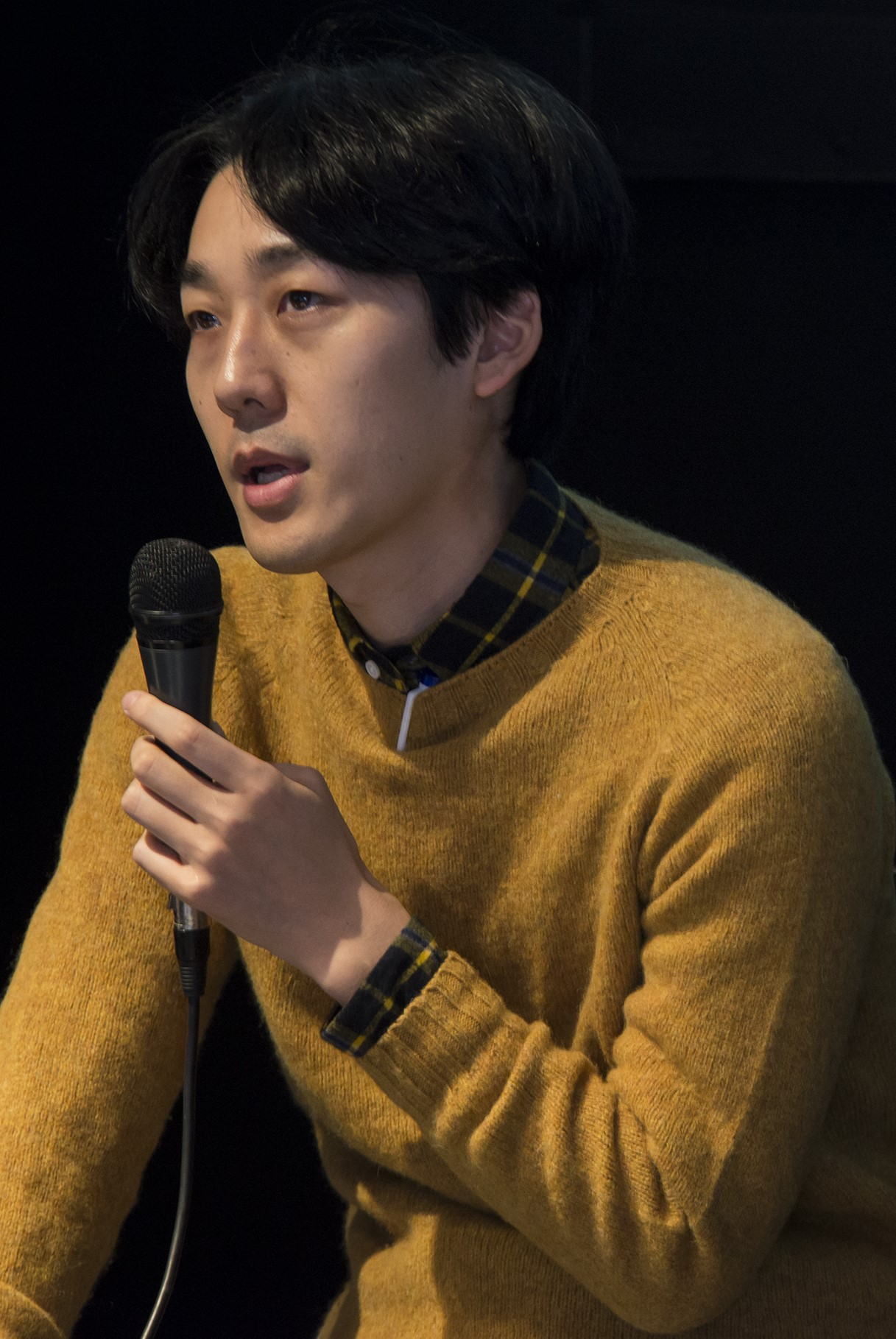
Shinzō Keigo, tác giả bộ truyện.

Ý tưởng cho bộ truyện đến với Shinzō trong thời gian anh điều trị bệnh lymphoma. Trước khi bắt tay vào sáng tác, Shinzō đã tham gia một buổi câu cá cùng biên tập viên – trải nghiệm này về sau trở thành một phần nội dung tác phẩm, dù khi ấy anh vẫn chưa hình thành ý tưởng cụ thể. Với mong muốn tái hiện một không gian thân quen, vị tác giả cân nhắc lựa chọn Koenji hoặc Asagaya làm bối cảnh chính. Cuối cùng, anh chọn Asagaya – một nơi không quá đặc trưng như Kōenji, cũng không mang bầu không khí gia đình như Ogikubo, mà gợi lên cảm giác "không thuộc về đâu cả". Những công trình biểu tượng như ao câu cá và khu phố mua sắm ở Asagaya cũng góp phần tạo nên sức hấp dẫn thị giác cho tác phẩm. Không chỉ lựa chọn bối cảnh địa lý kỹ lưỡng, Shinzō còn đặc biệt chú ý đến không gian sống của nhân vật. Thay vì đặt trong chung cư – lựa chọn phổ biến trong manga, anh chọn một ngôi nhà cấp bốn, mà anh cho là hiếm gặp và thú vị hơn. Shinzō mong rằng tác phẩm có thể chạm đến mọi độc giả, kể cả những người đang nằm viện. Thông qua đó, anh muốn truyền tải thông điệp: những sinh hoạt thường ngày như đi dạo, thưởng thức món ăn yêu thích hay gặp gỡ người thân cũng là những hình thức hạnh phúc giản dị. Trong quá trình sáng tác, anh chú trọng tái hiện chân thực bầu không khí của từng thời điểm trong câu chuyện. Tác phẩm cũng chịu ảnh hưởng đáng kể từ các bộ manga và phim truyền hình mà anh yêu thích.
Khi còn là sinh viên đại học, Shinzō gặp nhiều khó khăn trong việc kết bạn. Người bạn đầu tiên của anh là một người trầm tính nhưng sở hữu nội tâm mạnh mẽ. Dựa trên hình mẫu này, Shinzō đã xây dựng nhân vật Akari nhằm tái hiện lại cảm giác gắn bó và ấn tượng sâu đậm về người bạn ấy. Ban đầu, Shinzō định hình Hiroto là một nhân vật trầm lặng, giàu nội tâm. Tuy nhiên, theo đề xuất từ biên tập viên, anh chuyển sang hướng tiếp cận vô tư, ít ưu phiền hơn, và nhận thấy hướng đi này giúp việc phát triển nhân vật trở nên tự nhiên và thêm phần hiệu quả. Tương tự, hình tượng ban đầu của Hanae là một người bà dễ tính. Tuy nhiên, để tránh trùng lặp với tính cách tốt bụng của Hiroto, Shinzō đã điều chỉnh bà thành một nhân vật kỳ quặc hơn, từ đó tạo nên độ tương phản rõ nét. Trong quá trình sáng tác, anh đặc biệt chú trọng đến việc xây dựng tính cách đối lập giữa các nhân vật. Hiroto là người dễ chịu và bao dung, trong khi Natsumi lại trái ngược. Yomogi luôn thiếu kiên nhẫn, đối lập với nét thoải mái của Hiroto. Theo Shinzō, việc kết hợp những cá tính tương phản tương tự như chiến lược trong trò chơi shogi. Ban đầu, anh dự định viết một câu chuyện xoay quanh các diễn viên và đã thực hiện nhiều cuộc phỏng vấn, nhưng kế hoạch lại không thành công. Vì đã sở hữu nhiều tài liệu tham khảo, anh quyết định đặt Hiroto vào vai một diễn viên trong phần hồi tưởng. Một số trải nghiệm cá nhân của Shinzō cũng được đưa vào nhân vật Hiroto: cậu thường bị người lạ hỏi đường, được người lớn tuổi bắt chuyện, và tỏ ra lúng túng khi đối diện với người mình thích. Đặc biệt, mỗi khi nhớ lại tình huống xấu hổ, Hiroto lại hét lên tên con mèo của mình.
Cảnh Hanae ôm Hiroto trước khi bà qua đời là một phân đoạn then chốt trong tập đầu tiên. Shinzō đã dành nhiều thời gian để truyền tải cảm xúc vào phân cảnh này, đồng thời cố gắng khắc họa nét dịu dàng trên gương mặt Hanae nhằm tạo nhằm tạo đối lập với hình ảnh nghiêm khắc vốn quen thuộc của bà. Do mức độ phức tạp của tư thế ôm, vị tác giả đã phải vẽ lại nhiều lần nhằm đảm bảo sự cân đối giữa hai nhân vật. Trong quá trình thực hiện bìa chương với chủ đề lễ hội Tanabata, Shinzō tập trung khai thác khung cảnh mùa hè, đặc biệt là hình ảnh nhà ga với ánh nắng gay gắt và các mảng tối. Với niềm yêu thích vẽ tranh mùa hè, anh tiếp tục tập trung xây dựng bảng phân cảnh và thực hiện các bản vẽ cho phần lễ hội trong tập 2. Ngoài ra, anh cũng là người đảm nhiệm minh họa hình ảnh chú mèo xuất hiện xuyên suốt tất cả các chương của tác phẩm. Ý tưởng sáng tác thường đến với Shinzō trong những khoảng nghỉ ngắn khi anh không hoàn toàn tập trung vào công việc. Chẳng hạn, cảnh chạy nước rút của nhân vật Hiroto trong tập 4 lấy cảm hứng từ trải nghiệm cá nhân của anh, khi chạy đến quán rượu gần nhà sau khi hoàn thành bản thảo. Tương tự, Shinzō lựa chọn phát triển hình ảnh gia đình vịt trời trong tập 6 dựa trên một bản tin truyền hình. Dù ban đầu còn do dự về tính khả thi, anh vẫn quyết định đưa những chi tiết này vào tác phẩm sau quá trình cân nhắc.
Shinzō thực hiện toàn bộ quá trình sáng tác bằng phương pháp vẽ tay truyền thống, chỉ sử dụng duy nhất một bản nháp cho tác phẩm. Trong quá trình sản xuất, các trợ lý chủ yếu đảm nhận công việc hoàn thiện chi tiết, trong khi anh trực tiếp phụ trách phần lớn khâu vẽ, đặc biệt là phần nền – yếu tố mà anh đặc biệt chú trọng. Để tạo ra các bản name, vị mangaka chia khổ giấy B4 thành bốn phần nhỏ, giúp kích thước tương đương với khổ truyện tranh thực tế, đồng thời hạn chế việc nhồi nhét chi tiết. Ngay từ bước phác thảo, Shinzō chú trọng thể hiện biểu cảm nhân vật, qua đó có thể trực tiếp vẽ lại từ bản name mà không cần chỉnh sửa nhiều. Anh cho rằng việc xác định rõ đường nét ngay từ đầu sẽ giúp quá trình hoàn thiện trở nên dễ dàng và hiệu quả hơn. Trong quá trình sáng tác bộ truyện Những tháng ngày chơi vơi, Shinzō sử dụng bút G-Pen với ba loại nét chính: loại dày để vẽ khung tranh, loại vừa cho các nhân vật lớn, và loại mảnh để hoàn thiện chi tiết cũng như vẽ nhân vật nhỏ. Anh thường bắt đầu công việc từ khoảng 11 giờ sáng và làm việc liên tục đến 8-9 giờ tối mỗi ngày. Mỗi chương truyện mất khoảng hai tuần để hoàn thành, với ba ngày đầu dành cho việc phác thảo và thời gian còn lại tập trung hoàn thiện tranh vẽ. Trong suốt cả năm, anh chỉ nghỉ trung bình khoảng một tuần.

## Truyền thông
Dưới ngòi bút và nét vẽ của Shinzō Keigo, Những tháng ngày chơi vơi bắt đầu xuất bản dài kỳ trên tập san manga seinen Tuần san Big Comic Spirits của nhà xuất bản Shogakukan từ ngày 26 tháng 4 năm 2021. Tháng 10 năm 2023, Shinzō thông báo tạm dừng phát hành bộ truyện đến năm 2024. Mặc dù tình trạng sức khỏe ổn định, anh cho biết mình cần thêm thời gian để hoàn thiện tác phẩm một cách trọn vẹn. Đồng thời, Shinzō cũng chia sẻ sẽ duy trì sáng tác gần như mỗi ngày cho đến khi bộ truyện tiếp tục đăng tải trở lại từ ngày 6 tháng 1 năm 2024. Shogakukan đã biên soạn các chương truyện thành những tập tankōbon riêng lẻ, với tập đầu tiên phát hành vào ngày 10 tháng 9 năm 2021. Tính đến ngày 30 tháng 7 năm 2025, bộ truyện đã cho ra mắt tổng cộng 9 tập. Ngày 22 tháng 7 năm 2025, Viz Media đã công bố dự án chuyển thể anime truyền hình của bộ truyện, hợp tác sản xuất cùng Shōgakukan-Shūeisha Productions, với phần hoạt họa do xưởng phim Production +h đảm nhận. Trong cùng ngày, NHK đã giới thiệu bộ phim truyện truyền hình live-action chuyển thể từ loạt truyện, gồm các tập dài 15 phút, dự kiến lên sóng vào quý IV năm 2025 trong khung giờ Yoru Dra của nhà đài. Bộ phim do Matsumoto Kana, Kawawada Ema và Taktasuchi Kōji đồng đạo diễn, trong khi Yonaiyama Yoko chấp bút phần kịch bản.
Tại Pháp, bộ truyện do thương hiệu xuất bản Le Lézard noir nắm giữ bản quyền và ấn hành với phần dịch thuật do Sylvain Chollet phụ trách. Edizioni BD đã ra mắt Những tháng ngày chơi vơi tại sự kiện Lucca Comics & Games 2022, và tiến hành xuất bản tác phẩm dưới ấn hiệu J-Pop tại Ý từ ngày 25 tháng 10 năm 2023. Tháng 7 năm 2024, ấn hiệu Skycomics của hãng Skybooks đã công bố bản quyền bộ truyện tại thị trường Việt Nam, đồng thời cho ra mắt ấn bản tiếng Việt của tựa truyện thông qua Nhà xuất bản Thế Giới vào tháng 8 cùng năm. Tại Bắc Mỹ, bộ truyện do Viz Media cấp phép phát hành bản dịch tiếng Anh từ tháng 5 năm 2024. Đối với khu vực Trung Quốc đại lục, Hoa Văn Thiên Hạ là đơn vị nắm giữ bản quyền Những tháng ngày chơi vơi, và là bên liên kết phát hành bộ truyện với Nhà xuất bản Cửu Châu dưới nhan đề Bình ốc mạn sinh hoạt (tiếng Trung: 平屋慢生活; nghĩa đen 'Cuộc sống thư thái nơi nhà trệt'). Còn tại Thái Lan, Siam Inter Comics phụ trách xuất bản tác phẩm với tựa Wan Saen Thammada Nai Ban Lang Noi (tiếng Thái: วันแสนธรรมดาในบ้านหลังน้อย, dịch 'Một ngày bình dị trong căn nhà nhỏ'). Trong khi đó, hãng Nasha idea lại chịu trách nhiệm ấn hành bộ manga tại thị trường Ukraina, và phát hành chính thức loạt truyện từ ngày 1 tháng 4 năm 2025. Tại Hàn Quốc, hãng DCW đã phối hợp với Nhà xuất bản Văn hóa Seoul ra mắt loạt manga dưới ấn hiệu Tumbler Books.

### Tậptankōbon
| #                                                                                            | Phát hành tiếng Nhật | Phát hành tiếng Nhật | Phát hành tiếng Việt | Phát hành tiếng Việt |
| #                                                                                            | Ngày phát hành       | ISBN                 | Ngày phát hành       | ISBN                 |
| -------------------------------------------------------------------------------------------- | -------------------- | -------------------- | -------------------- | -------------------- |
| 1                                                                                            | 10 tháng 9 năm 2021  | 978-4-09-861118-8    | 24 tháng 8 năm 2024  | 978-604-77-3139-8    |
| 2                                                                                            | 10 tháng 12 năm 2021 | 978-4-09-861204-8    | 1 tháng 10 năm 2024  | 978-604-77-3145-9    |
| 3                                                                                            | 28 tháng 4 năm 2022  | 978-4-09-861299-4    | 18 tháng 10 năm 2024 | 978-604-77-3146-6    |
| 4                                                                                            | 30 tháng 9 năm 2022  | 978-4-09-861408-0    | 21 tháng 1 năm 2025  | 978-604-77-3148-0    |
| 5                                                                                            | 30 tháng 3 năm 2023  | 978-4-09-861604-6    | 21 tháng 5 năm 2025  | 978-632-604-232-0    |
| 6                                                                                            | 30 tháng 8 năm 2023  | 978-4-09-862522-2    | 25 tháng 7 năm 2025  | 978-632-604-233-7    |
| 7                                                                                            | 11 tháng 4 năm 2024  | 978-4-09-862690-8    | —                    | —                    |
| 8                                                                                            | 28 tháng 11 năm 2024 | 978-4-09-863106-3    | —                    | —                    |
| 9                                                                                            | 30 tháng 7 năm 2025  | 978-4-09-863519-1    | —                    | —                    |
| Mã ISBN tiếng Việt được lấy từ Cục Xuất bản, In và Phát hành - Bộ thông tin và truyền thông. |                      |                      |                      |                      |

## Đón nhận

### Đánh giá chuyên môn
Makoto Ando từ trang Real Sound nhận định rằng bộ truyện đã gợi mở những suy ngẫm về khái niệm "hạnh phúc" và "cuộc sống bình thường" trong xã hội Nhật Bản đương đại, thông qua hình ảnh nhân vật chính Hiroto – một người trẻ tìm thấy niềm vui trong công việc làm thêm của mình. Các nhân vật phụ như Natsumi, với khó khăn trong kết bạn ở môi trường mới, hay Yomogi, mang tâm trạng phức tạp khi quan sát cuộc sống của Hiroto, góp phần khơi dậy những suy ngẫm về ý nghĩa của hạnh phúc nơi độc giả, đặc biệt là những ai từng trải qua thất bại hay vấp ngã. Ando cũng nhấn mạnh đến yếu tố hoài niệm và bầu không khí đặc trưng của các khu dân cư Tokyo trong manga. Dù bối cảnh câu chuyện diễn ra trong thời hiện đại, tác phẩm vẫn gợi nhắc đến tinh thần của thời kỳ Bình Thành và Chiêu Hòa. Việc sử dụng tōn trong các khung hình tối, đặc biệt trong khung cảnh ngôi nhà cấp bốn nơi Hiroto sống, kết hợp với những vệt nhỏ và hình ảnh bầu trời rộng lớn, gợi lên cảm giác hoài niệm và không khí của Tokyo xưa. Sự biến đổi của bầu trời theo mùa và thời gian, kết hợp với những âm thanh tự nhiên, càng làm sâu sắc thêm cảm giác hoài niệm và mối liên kết với thiên nhiên – điều mà nhiều cư dân đô thị có thể đã đánh mất. Niki – cây bút của tập san Lee, ban đầu cảm thấy Những tháng ngày chơi vơi là một tác phẩm khá bình thường. Tuy nhiên, cảm nhận ấy đã thay đổi khi cô đọc đến một cảnh truyện, nơi nhân vật Natsumi, trong lúc mệt mỏi và chán nản với cuộc sống đại học, bất ngờ trải qua một khoảnh khắc nhỏ khiến thế giới quanh cô như bừng sáng. Cô tin rằng chính sự chân thực và giản dị của khoảnh khắc ấy đã chạm đến trái tim mình, làm sống dậy cảm giác hy vọng mong manh giữa những giai đoạn tăm tối của cuộc đời. Theo Niki, tác giả Shinzō Keigo đã tinh tế khắc họa những khoảnh khắc có thể thay đổi cách con người nhìn nhận cuộc sống, biến chúng thành những báu vật quý giá. Cô đặc biệt ấn tượng với cách các nhân vật đối diện với sai lầm: không né tránh mà dám thừa nhận lỗi và chân thành xin lỗi. Đồng thời, họ không nhất thiết phải sống đúng theo lý tưởng cũ, mà dần học cách chấp nhận và trân trọng cuộc sống hiện tại. Niki nhận xét rằng Những tháng ngày chơi vơi không kể về những con người phi thường hay hào nhoáng, mà tập trung khắc họa cuộc sống bình dị, lặng lẽ nhưng đầy ý nghĩa. Chính sự chân thực ấy đã chạm đến trái tim những độc giả từng từ bỏ ước mơ và học cách sống thật với chính mình. Theo cô, đây là lựa chọn phù hợp không chỉ với người yêu thích manga đời thường, mà cả những ai chưa quen với thể loại này cũng có thể tìm thấy điều gì đó đặc biệt.
Cây viết Danica Davidson của tạp chí Otaku USA Magazine nhận xét rằng Những tháng ngày chơi vơi không chỉ tập trung vào mối quan hệ giữa hai nhân vật chính, mà còn mở rộng khám phá tuyến nhân vật phụ. Trong khi người bạn của Hiroto tìm được một công việc ổn định, cậu lại theo đuổi lối sống vô tự lự. Chính sự đối lập này đã mở ra cơ hội để cả hai nhận ra những giá trị tích cực trong cách sống của người kia. Bộ truyện không đưa ra lời giải đáp cho câu hỏi về cách sống tốt nhất, mà chỉ khắc họa những nỗ lực mà mỗi người thực hiện trong cuộc sống. Với không khí thư giãn và nhẹ nhàng, tác phẩm tập trung khai thác những vấn đề đời thường như học tập và công việc, thay vì theo đuổi các cảnh hành động kịch tính. Trong bài đánh giá đăng trên trang Anime News Network, Christopher Farris đã chấm Những tháng ngày chơi vơi 5 trên 5 sao. Dù không hứng thú với yếu tố hoài niệm và những chiêm nghiệm về tuổi trẻ mà tác phẩm khai thác, Farris vẫn đánh giá cao cách Shinzō khắc họa những giai đoạn đời người qua câu chuyện. Tác phẩm tập trung vào việc khám phá đời sống của nhân vật chính Hiroto, đồng thời đặt ra những câu hỏi về các cột mốc mà xã hội thường xem là tiêu chuẩn của thành công. Theo Farris, bộ truyện đã khơi gợi những suy ngẫm về bản chất của hạnh phúc cá nhân. Bên cạnh đó, mối quan hệ giữa Hiroto và cô em họ Natsumi, một sinh viên đại học đang loay hoay tìm kiếm hướng đi cho bản thân, góp phần tạo nên sự cân bằng trong câu chuyện, đồng thời mở rộng chủ đề về hành trình trưởng thành. Theo nhận định của Farris, mối gắn kết giữa hai nhân vật đã hình thành một cách tự nhiên, trong bối cảnh nhịp sống chậm rãi, thư thái nhưng vẫn đầy chiều sâu. Cây viết cho rằng sức hấp dẫn của tập đầu tiên không nằm ở yếu tố đồng cảm phổ quát, mà ở trải nghiệm đọc nhẹ nhàng, cho phép độc giả dõi theo nhịp sống của các nhân vật. Theo Trương Triết từ tờ The Paper, khác với nhiều bộ manga tập trung vào các yếu tố "nhiệt huyết" và "dễ thương", Những tháng ngày chơi lựa chọn khai thác những khoảnh khắc đời thường giản dị nhưng giàu chiều sâu cảm xúc. Tác phẩm không đặt trọng tâm vào hành trình phát triển nhân vật mà chú trọng khắc họa đời sống và nội tâm con người. Thông qua những khung cảnh quen thuộc như khu phố Asagaya hay ao câu cá, bộ truyện tái hiện một không gian gần gũi, ấm áp và chan chứa tình người. Nhân vật chính Hiroto, dù không mang trong mình hoài bão lớn lao, vẫn trở thành chỗ dựa tinh thần cho những người xung quanh nhờ sự bao dung và lòng thấu cảm. Cây viết đánh giá cao cách tác giả miêu tả tự nhiên cảm xúc của các nhân vật ở nhiều độ tuổi khác nhau, từ cô gái trẻ bỡ ngỡ nơi đô thị đến người già cô đơn, nhờ đó tạo nên những lát cắt cảm xúc chân thực. Trương Triết cho rằng các nhân vật trong bộ truyện đều gợi nên yếu tố đồng cảm, và chính quá trình thấu hiểu giữa các cá nhân đã góp phần tạo nên nét chữa lành đặc trưng trong các tác phẩm của Shinzō.

### Giải thưởng
| Năm  | Giải thưởng/Đơn vị tổ chức    | Hạng mục/Danh sách                           | Người nhận                             | Kết quả      | T.k    |
| ---- | ----------------------------- | -------------------------------------------- | -------------------------------------- | ------------ | ------ |
| 2021 | TV Bros                       | Bros. Comic Award 2021                       | Hirayasumi – Những tháng ngày chơi vơi | Đoạt giải    | [ 47 ] |
| 2022 | Ủy ban điều hành Manga Taishō | Manga Taishō                                 | Hirayasumi – Những tháng ngày chơi vơi | Hạng 3       | [ 48 ] |
| 2022 | Freestyle                     | The Best Manga 2022 Kono Manga wo Yome!      | Hirayasumi – Những tháng ngày chơi vơi | Hạng 3       | [ 47 ] |
| 2022 | Nippon Shuppan Hanbai         | Manga nhân viên hiệu sách toàn quốc lựa chọn | Hirayasumi – Những tháng ngày chơi vơi | Hạng 6       | [ 49 ] |
| 2023 | Takarajimasha                 | "Kono Manga ga Sugoi!" dành cho độc giả nam  | Hirayasumi – Những tháng ngày chơi vơi | Hạng 18      | [ 50 ] |
| 2023 | Da Vinci                      | Sách của năm 2023                            | Hirayasumi – Những tháng ngày chơi vơi | Hạng 24      | [ 51 ] |
| 2023 | Asahi Shimbun                 | Giải thưởng Văn hóa Tezuka Osamu             | Hirayasumi – Những tháng ngày chơi vơi | Đề cử        | [ 52 ] |
| 2024 | Napoli Comicon                | Tác phẩm quốc tế dài kỳ xuất sắc nhất        | Hirayasumi – Những tháng ngày chơi vơi | Đoạt giải    | [ 53 ] |
| 2024 | Ủy ban điều hành Manga Taishō | Manga Taishō                                 | Hirayasumi – Những tháng ngày chơi vơi | Hạng 9       | [ 54 ] |
| 2024 | Les Daruma                    | Manga đời thường xuất sắc nhất               | Hirayasumi – Những tháng ngày chơi vơi | Đoạt giải    | [ 55 ] |
| 2024 | Les Daruma                    | Manga mới xuất sắc nhất                      | Hirayasumi – Những tháng ngày chơi vơi | Đoạt giải    | [ 55 ] |
| 2025 | Giải thưởng Manga Hoa Kỳ      | Bộ truyện tiếp diễn xuất sắc nhất            | Hirayasumi – Những tháng ngày chơi vơi | Chưa công bố | [ 56 ] |